# Rakounga
Rakounga est une localité située dans le département de Pilimpikou de la province du Passoré dans la région Nord au Burkina Faso.

## Géographie
Rakounga se trouve à environ 8 km qu nord-est du centre de Pilimpikou, le chef-lieu du département, et à 6 km au nord-ouest de Nanoro.

## Économie
Divers projets d'exploitation minière aurifère sont envisagés sur le territoire de Rakounga, en lien avec la concession de Bouboulou propriété de Nexus Gold.

## Santé et éducation
Rakounga accueille un centre de santé et de promotion sociale (CSPS) tandis que le centre médical avec antenne chirurgicale (CMA) de la province se trouve à Yako. En 2016, un forage d'eau a été réalisé dans le village avec l'aide de l'association Ouest Allier, très impliquée dans la coopération avec les villages du département de Pilimpikou.
Rakounga possède une école primaire publique ainsi qu'un collège d'enseignement général (CEG).